# Сатурн Арена
«Сатурн Арена» — багатоцільова арена у місті Інгольштадт у Верхній Баварії, яку було побудовано для хокейної команди «ЕРК Інгольштадт». Під час хокейних ігор він вміщує до 4 816 осіб (2 922 стоячих і 1 894 сидячих). Для інших заходів місткість може бути збільшена до 6 200 глядачів. З жовтня 2005 року зал також доступний містянам для публічного катання на ковзанах. Зал спроєктував архітектор Горст Хааг зі Штутгарта.
Оператор — Stadtwerke Ingolstadt Freizeitanlagen GmbH, права на використання назви належать Media-Saturn-Holding.

## Історія
Після того, як старий льодовий стадіон на вулиці Янштрассе в Інгольштадті став застарілим, деякий час обговорювалося місце розташування, розмір, варіанти використання та оператор нового стадіону в Інгольштадті.
Арена, побудована на колишньому спортивному майданчику Інженерних казарм на Шанці, була відкрита 3 жовтня 2003 року.

## Транспортне сполучення
До «Сатурн Арени» курсують автобусні лінії 52, 58, N10, N19 транспортної компанії «Інгольштадт»:
| Лінія | Маршрут | Інтервал                                               |
| ----- | --- | ------------------------------------------------------ |
| 52    | ZOB — Rathausplatz — Сатурн Арена — St. Monika — Audi Sports Park                                                     | Кожні 30 хвилин . Неділя та державні свята: 60 хвилин. |
| 58    | Сатурн Арена — Schwäblstrasse — Asamstrasse — Fraunhoferstrasse — Paul-Wegmann-Halle — Central Station East           | Кожні 30 хвилин . Неділя та державні свята: 60 хвилин. |
| N10   | ZOB — Rathausplatz — Сатурн Арена — Ringsee (курсує лише по п'ятницях і суботах, інакше як лінія N19)                 | Нічний автобус кожні 60 хвилин                         |
| N19   | ZOB — Rathausplatz — Сатурн Арена — St. Monika — Ringsee (працює з неділі по четвер, п'ятницю та суботу як N9 та N10) | Нічний автобус кожні 60 хвилин                         |